# Natacha Andréani
Natacha Andréani, née le 22 octobre 1994 à Obernai en Alsace, est une auteur-compositeur-interprète d’origine Corse. 

## Biographie
Elle est révélée sur My Major Company, avant de se faire remarquer en 2014 dans le télé-crochet The Voice : La Plus Belle Voix en chantant une reprise d'Asaf Avidan (elle est éliminée en huitièmes de finale). Elle sort son premier album en décembre 2015 No No No, dont elle signe paroles et musiques. Elle fait les premières parties de Michel Sardou, Gérald de Palmas, Black M, Ahzee, Laurent Wolf, la folie des années 80, etc.
En décembre 2017, elle sort son second album PRISME. Un album pop, folk qui lui a permis de signer en management avec Fabrice Sioul.